# NGC 616
NGC 616 — двойная звезда в созвездии Треугольник. Открыта Генрихом Луи Д'Арре в 1863 году. Описание Дрейера: «туманная двойная звезда, к северо-западу видна звезда 8-й величины».
Этот объект входит в число перечисленных в оригинальной редакции «Нового общего каталога».